# Lil' L.O.V.E.
«Lil' L.O.V.E.» (en español: «amorcito») es una canción escrita por la cantante estadounidense Mariah Carey y James Phillips para el álbum Strength & Loyalty de Bone Thugs-N-Harmony. Fue el segundo sencillo del disco.

## Vídeo
El vídeo fue dirigido por Chris Robinson, quien también llevó a cabo el vídeo de la canción "I Know What You Want" de Busta Rhymes con Mariah Carey y Flipmode Squad.
Aunque al principio se especuló que Bow Wow pudiera no aparecer en el vídeo, finalmente sí lo hizo. También cuenta con la presencia de Swizz Beatz y Jermaine Dupri.
El vídeo se estrenó en el programa 106 & Park de la cadena estadounidense BET.

## Remixes
Existen tres versiones de la canción. La primera que apareció en Internet no contenía el inicio de Mariah Carey ni su silbido al final. Las otras dos versiones son la versión explícita y la versión "limpia", para la radio y video ipod 
1. «Lil' L.O.V.E.» (Clean)
2. «Lil' L.O.V.E.» (Éxplicit)
3. «Lil' L.O.V.E.» (Edit)
4. «Lil' L.O.V.E.» (Instrumental)

## Lanzamiento
El 8 de mayo de 2007 se lanzó al mercado en Estados Unidos a través de iTunes como descarga digital. Sin embargo, no se publicó oficialmente como sencillo hasta el 5 de junio de ese mismo año.

## Posicionamiento
| Lista                                             | Posición más alta |
| ------------------------------------------------- | ----------------- |
| EE. UU., Billboard Bubbling Under Hot 100 Singles | 17                |
| EE. UU., Billboard Hot R&B/Hip-Hop Songs          | 66                |
| EE. UU., Billboard Hot Rap Tracks                 | 24                |
| Nueva Zelanda, RIANZ                              | 6                 |
| Portugal                                          | 25                |

- Datos: Q247785